# Stimitzbach
Der Stimitzbach entspringt in Gößl (Ausseerland, Bundesland Steiermark) nahe der Dengel-Wand in den Stimitz-Löchern. Das durch das Karstgestein des Toten Gebirges sickernde Wasser tritt bei diesen drei Löchern, die einen Durchmesser von einem bis drei Meter haben, wieder zu Tage. Die Stimitz zeichnet sich durch ihre Trinkwasserqualität aus sowie der Tatsache, dass das Wasser Sommer wie Winter eine Temperatur von nur rund +7 °C aufweist. Durch diese Eigenschaft ergeben sich sehr schöne Sprungschichten für Taucher bei der Einmündung in den Grundlsee.